# Chrissy Weathersby Ball
Christina „Chrissy“ Weathersby Ball ist eine Stuntfrau.

## Leben
Weathersby Ball wurde als Christina Weathersby geboren. Als Stuntwoman doubelte sie unter anderem Christina Milian in Der Herr des Hauses (2005), Judy Reyes in Our House (2006), Anika Noni Rose in Dreamgirls (2006), Zoë Kravitz in Die Fremde in dir (2007) und in X-Men: Erste Entscheidung (2011), Ashanti in Resident Evil: Extinction (2007), Jadagrace in Terminator: Die Erlösung (2009) und Gugu Mbatha-Raw in Larry Crowne (2011). Ihre zusammen mit Kollegen erbrachte Leistung in dem 2006 erschienenen Film Oh je, du Fröhliche wurde 2007 in der Kategorie Bester Spezialstunt mit einer Taurus-Award-Nominierung belohnt. 2012 und 2013 bekam sie für ihr Wirken in den Filmen X-Men: Erste Entscheidung (2011) und The Dark Knight Rises (2012), wieder zusammen mit Kollegen, in der Kategorie Bestes Stuntensemble zwei Nominierungen für den Screen Actors Guild Award.
Zu den zahlreichen Serien, in denen sie Stunts absolvierte, gehören All That (2005), Alle hassen Chris (2006–2007), Make It or Break It (2009), Hawthorne (2009–2010), Big Time Rush (2010), Undercovers (2010) und Bones – Die Knochenjägerin (2005–2014).
Seit 2010 ist sie mit Eddie Ball verheiratet.

## Filmografie (Auswahl)

### Filme
- 2005: Der Herr des Hauses (Man of the House)
- 2006: Our House
- 2006: Dreamgirls
- 2006: Oh je, du Fröhliche (Unaccompanied Minors)
- 2007: Die Fremde in dir (The Brave One)
- 2007: Resident Evil: Extinction
- 2009: Star Trek
- 2009: Terminator: Die Erlösung (Terminator Salvation)
- 2010: Inception
- 2011: X-Men: Erste Entscheidung (X-Men: First Class)
- 2011: Larry Crowne
- 2012: The Dark Knight Rises
- 2012: Django Unchained

### Fernsehserien
- 2005: All That
- 2005–2014: Bones – Die Knochenjägerin (Bones)
- 2006–2007: Alle hassen Chris (Everybody Hates Chris)
- 2009: Make It or Break It
- 2009–2010: Hawthorne
- 2010: Big Time Rush
- 2010: Undercovers

## Nominierungen
- 2007: Taurus-Award-Nominierung in der Kategorie Bester Spezialstunt für Oh je, du Fröhliche (geteilt mit Kollegen)[1]
- 2012: Screen-Actors-Guild-Award-Nominierung in der Kategorie Bestes Stuntensemble für X-Men: Erste Entscheidung (geteilt mit Kollegen)[2]
- 2013: Screen-Actors-Guild-Award-Nominierung in der Kategorie Bestes Stuntensemble für The Dark Knight Rises (geteilt mit Kollegen)[3]